# Brian Bannister
Pour les articles homonymes, voir Bannister.
Brian P. Bannister, né le 28 février 1981 à Scottsdale, est un joueur américain de baseball évoluant en Ligue majeure de baseball depuis 2006. Ce lanceur droitier est désormais instructeur. 
Il est le fils de Floyd Bannister, lanceur en Ligues majeures de 1977 à 1992.

## Biographie

### Carrière scolaire et universitaire
Après des études secondaires à la Chaparral High School de Scottsdale, Brian Bannister suit des études supérieures à l'Université de Californie du Sud, où il porte les couleurs des USC Trojans de 2000 à 2003. Il manque toutefois la saison universitaire 2002 à la suite d'une opération chirurgicale. Au terme de cette saison blanche, il est toutefois est drafté le 4 juin 2002 par les Red Sox de Boston, mais il repousse l'offre. 
Bannister effectue sa dernière année universitaire en 2003 avec USC, où il occupe désormais le rôle de lanceur partant : 14 matchs comme partant sur 18 joués en 2003, pour 6 victoires, 5 défaites et une moyenne de points mérités de 4,53.

### Carrière professionnelle
Bannister rejoint les rangs professionnels après la draft du 3 juin 2003 au cours de laquelle il est sélectionné par les Mets de New York.
Après trois saisons en Ligues mineures, il fait ses débuts en Ligue majeure le 5 avril 2006 puis est échangé le 6 décembre 2006 aux Royals de Kansas City contre Ambiorix Burgos. 
Bannister termine troisième du vote désignant la meilleure recrue de l'année 2007 en Ligue américaine.
La saison 2008 de Bannister est bien moins brillante et il débute en Ligues mineures la saison 2009 avant d'être appelé le 21 avril en Ligue majeure pour occuper le cinquième position dans la rotation des lanceurs partants des Royals.

## Statistiques
En saison régulière
| Statistiques de lanceur |             |    |    |    |     |    |    |    |       |     |      |
| Saison                  | Équipe      | G  | GS | CG | SHO | V  | D  | SV | IP    | SO  | ERA  |
| 2006                    | NY Mets     | 8  | 6  | 0  | 0   | 2  | 1  | 0  | 38.0  | 19  | 4,26 |
| 2007                    | Kansas City | 27 | 27 | 1  | 0   | 12 | 9  | 0  | 165.0 | 77  | 3,87 |
| 2008                    | Kansas City | 32 | 32 | 1  | 0   | 9  | 16 | 0  | 182.2 | 113 | 5,76 |
| 2009                    | Kansas City | 26 | 26 | 0  | 0   | 7  | 12 | 0  | 154.0 | 98  | 4,73 |
| Totaux MLB              |             | 93 | 91 | 2  | 0   | 30 | 38 | 0  | 539.2 | 307 | 4,79 |

Note: G = Matches joués ; GS = Matches comme lanceur partant ; CG = Matches complets ; SHO = Blanchissages ; 
V = Victoires ; D = Défaites ; SV = Sauvetages ; IP = Manches lancées ; SO = retraits sur des prises ; ERA = Moyenne de points mérités.